# Hakan Yıldırım
Hakan Yıldırım ist ein türkischer Modedesigner.
Er ist Mitglied der Jury eines jährlichen Wettbewerbs für junge türkische Modedesigner, den der türkische Textil- und Bekleidungsverband ITKIB zusammen mit der Düsseldorfer Modemesse CPD (IGEDO) veranstaltet. Yıldırım war selbst früherer Sieger dieses Wettbewerbes und nimmt seit 2001 an der IGEDO teil. Auch in New York, London und Paris ist er mit seinen Modeshows vertreten.
| Personendaten    | Personendaten           |
| ---------------- | ----------------------- |
| NAME             | Yıldırım, Hakan         |
| KURZBESCHREIBUNG | türkischer Modedesigner |
| GEBURTSDATUM     | 20. Jahrhundert         |